# Dwór Pilińskich w Tarnowcu
Dwór Pilińskich w Tarnowcu, zwany też Nowym dworem – zabytkowy dwór wybudowany w pierwszej tercji XIX w., wraz z parkiem, znajdujący się w miejscowości Tarnowiec koło Jasła.

## Opis
Dwór zbudowany został przed 1840 dla rodziny Pilińskich. Stanisław Piliński wszedł w posiadanie dóbr tarnowieckich po tym jak dotychczasowy ich właściciel Józef Ksawery Kuropatnicki postanowił zamienić je na inny majątek. Stanisław Piliński obok istniejącego starego drewnianego dworu wybudował tak zwany Nowy dwór. Murowany o charakterze klasycystycznym, parterowy, na planie wydłużonego prostokąta, z ryzalitami pozornymi po bokach elewacji frontowej ozdobionej efektownym sześciokolumnowym portykiem wgłębnym. Stary dwór stracił na znaczeniu i pełnił funkcję oficyny. Nowy dwór był w posiadaniu rodziny Pilińskich do 1945. W okresie międzywojennym liczący 280 ha majątek był własnością adoptowanego siostrzeńca Kazimierza Pilińskiego, Jana Leszczyńskiego.
W okresie II wojny światowej w latach 1942–44 we dworze kwaterowały wojska niemieckie a po nich armia radziecka. Opuszczony i zdewastowany majątek dworski po wojnie przejęła Gminna Spółdzielnia Samopomoc Chłopska. W 2003 dwór uznano za zabytkowy. Zapoczątkowano prace konserwatorskie przez Stowarzyszenie Przyjaciół Ziemi Tarnowieckiej. W jednym z pokoi wykryto wtedy malowidła naścienne autorstwa Witkacego częstego gościa we dworze tarnowieckim w latach 30. XX w. W następnych latach dwór przeszedł w prywatne ręce. Nowi właściciele planowali zaadaptować go na lokal gastronomiczny z małym hotelem. Ogromne nakłady finansowe przerosły ich możliwości. W 2022 Gmina Tarnowiec odkupiła dwór i zostanie on przeznaczony pod działalność Gminnego Ośrodka Kultury w Tarnowcu.
W otoczeniu piwnice starego dworu Kuropatnickich i resztki parku krajobrazowego z aleją dojazdową ze szpalerami kilkusetletnich lip.

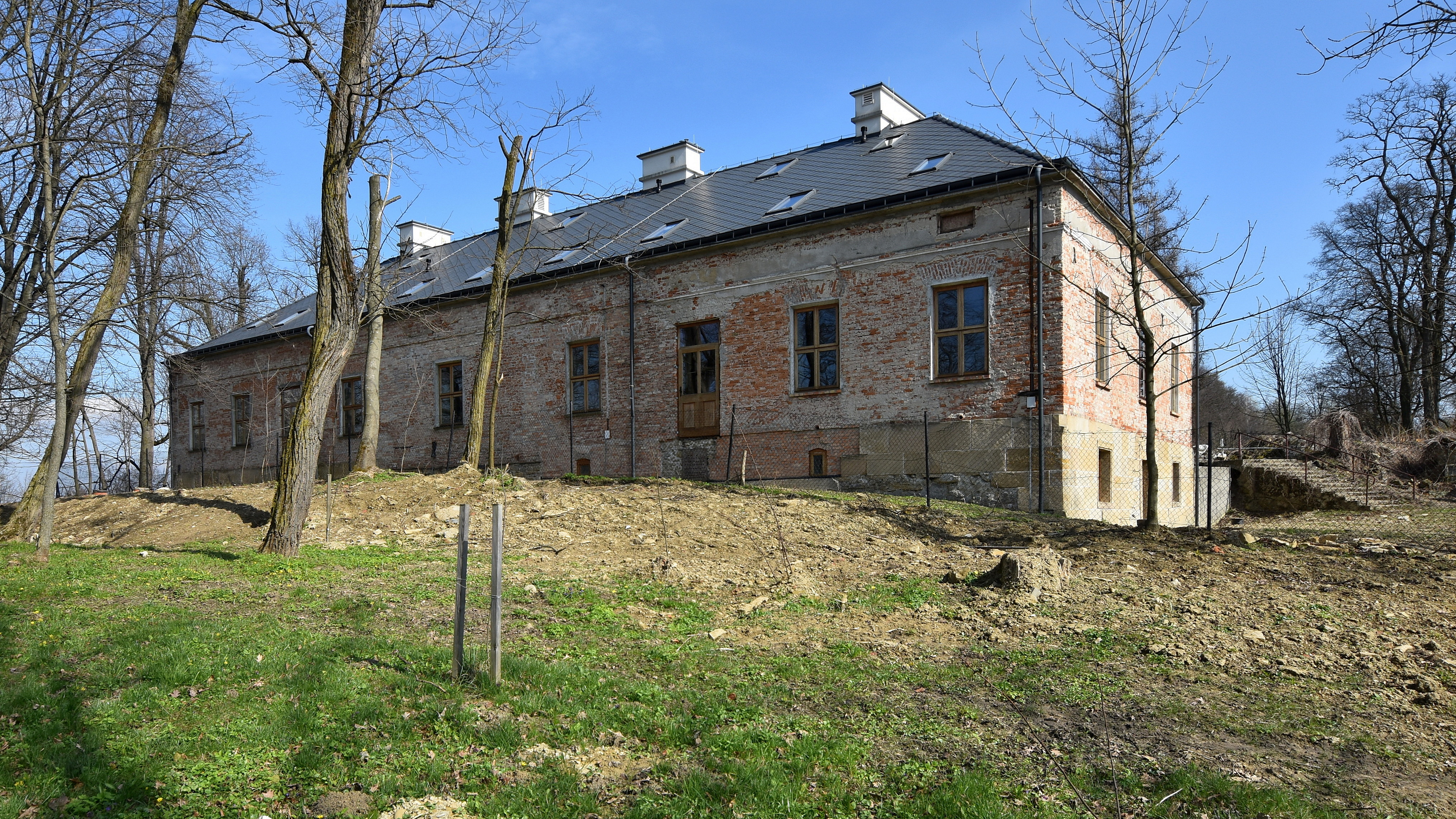
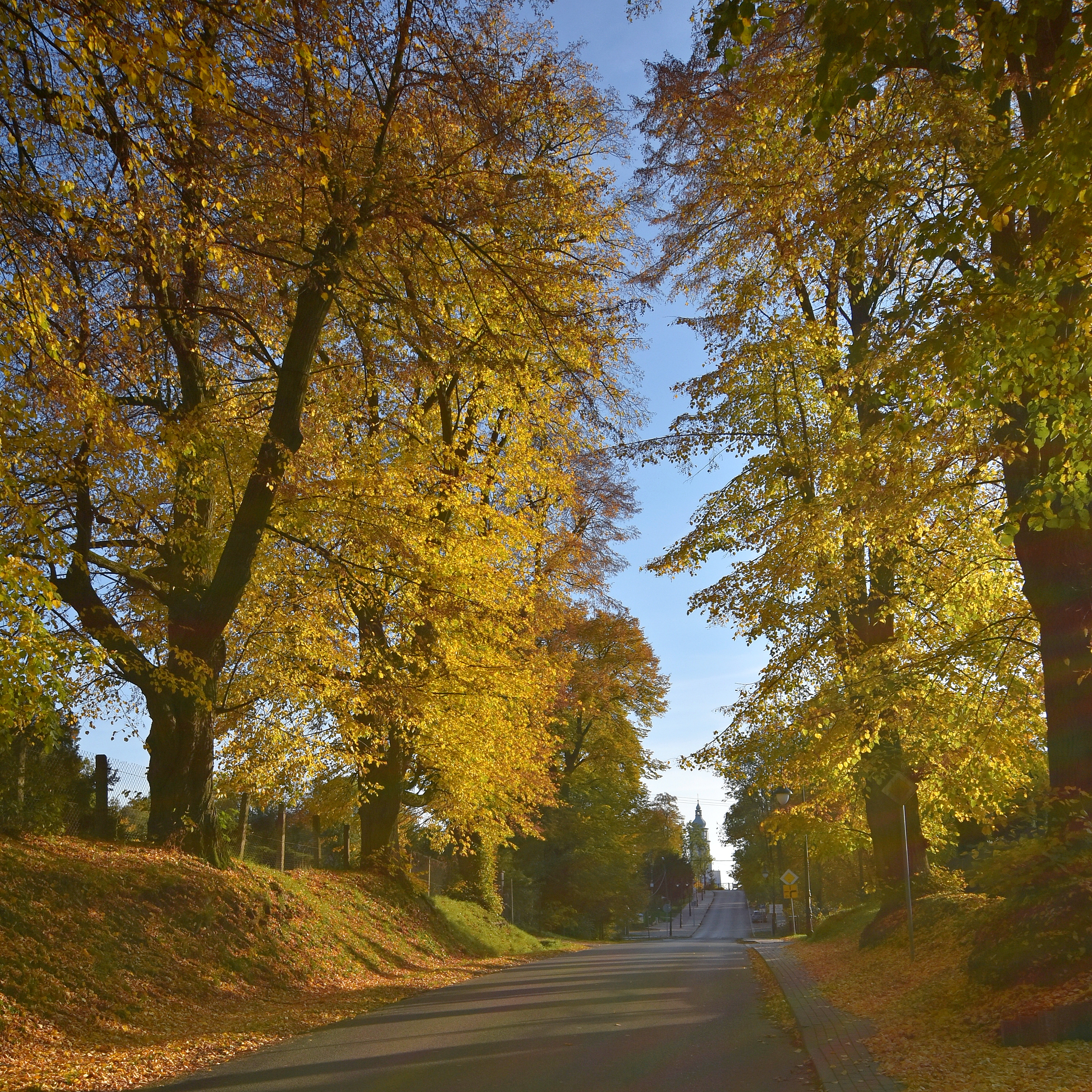
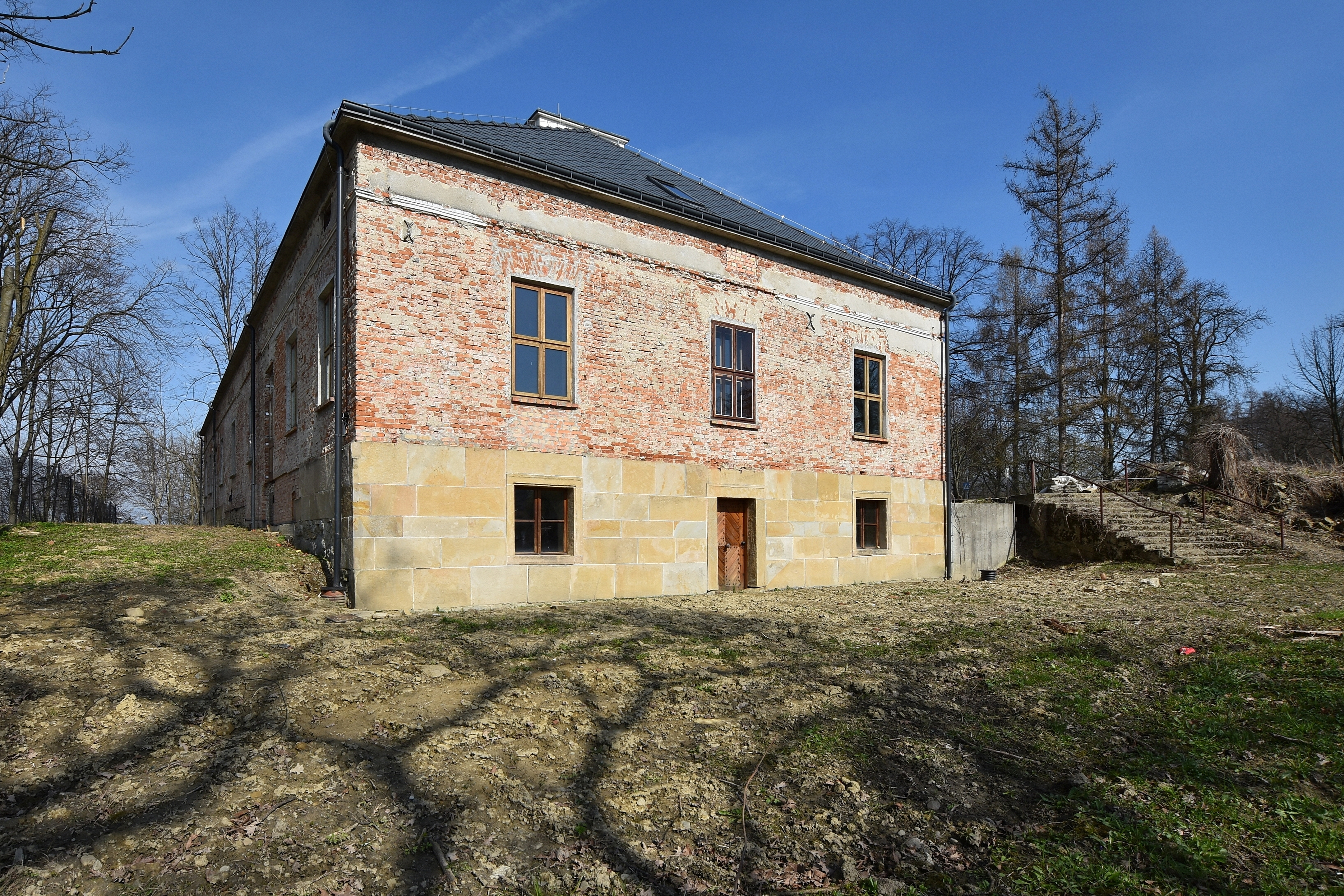